# Medalia Wigner
Medalia Wigner (engleză Wigner Medal) este o distincție acordată pentru „contribuții excepționale la fizică prin metodele teoriei grupurilor”.  Este decernată la fiecare doi ani de către Group Theory and Fundamental Physics Foundation (Fundația pentru teoria grupurilor și fizica fundamentală). Primul laureat a fost Eugene Paul Wigner, în 1978. 

## Lista laureaților Medaliei Wigner
- 1978 Eugene Paul Wigner și Valentine Bargmann
- 1980 Israel Gelfand
- 1982 Louis Michel
- 1984 Yuval Ne'eman
- 1986 Feza Gürsey
- 1988 Isadore Singer
- 1990 Francesco Iachello
- 1992 Julius Wess și Bruno Zumino
- 1994 nu a fost decernată
- 1996 Victor Kac și Robert Moody
- 1998 Marcos Moshinsky
- 2000 Lochlainn O’Raifeartaigh
- 2002 Harry Jeannot Lipkin
- 2004 Erdal İnönü
- 2006 Susumu Okubo
- 2008 nu a fost decernată
- 2010 Michio Jimbo
- 2012 C. Alden Mead [3]
- 2014 Joshua Zak [4]